# Riomol
Riomol (llamada oficialmente San Pedro de Riomol) es una parroquia y una aldea española del municipio de Castroverde, en la provincia de Lugo, Galicia.

## Organización territorial
La parroquia está formada por tres entidades de población:
- Foguentelle
- Riomol
- Vilacote

## Demografía

### Parroquia
| Gráfica de evolución demográfica de Riomol (parroquia) entre 2000 y 2019 |
|                                                                          |
| Datos según el nomenclátor publicado por el INE.                         |

### Aldea
| Gráfica de evolución demográfica de Riomol (aldea) entre 2000 y 2019 |
|                                                                      |
| Datos según el nomenclátor publicado por el INE.                     |